# Истине и лажи
Истине и лажи је српска теленовела која се приказивала од 2017. до 2019. године на телевизији Прва. Темељена је на аргентинској теленовели Graduados, а касније и на њеној грчкој верзији Symmathites.

## Епизоде
| Сезона | Сезона | Епизоде | Епизоде | Оригинално емитовање | Оригинално емитовање |
| Сезона | Сезона | Епизоде | Епизоде | Премијера            | Финале               |
| ------ | ------ | ------- | ------- | -------------------- | -------------------- |
|        | 1.     | 171     | 171     | 25. септембар 2017.  | 15. јун 2018.        |
|        | 2.     | 76      | 76      | 17. септембар 2018.  | 31. децембар 2018.   |
|        | 3.     | 85      | 85      | 25. фебруар 2019.    | 21. јун 2019.        |

## Синопсис
Београд, крајем деведесетих. Група средњошколаца матурира. Марина Божић је девојка Павла Филиповића, школског силеџије. Након што Марина ухвати Павла током секса са другом девојком у купатилу током матуре, напушта забаву. Никола Исидоровић јој се придружује и имају секс у његовом ауту. Марина остаје трудна и њен отац, Раде Божић, власник успешне компаније хране за псе RB Group, јој говори да се уда за Павла, незнајући шта се десило између ње и Николе. Та ноћ испуњена узбуђењима, гласном музиком и алкохолом, остаће им свима у сећању као крај једне ере и почетак нове фазе у њиховим животима.
Пролази двадесет година. Павле ради за RB Group, а Никола је забушант који ради као шетач паса. Павле и Марина су у не тако срећном браку и имају сина средњошколца, Арсенија. У њиховој кући живи и дрска слушкиња Цеца. Марина Николу унајмљује за свог пса Еву и сетивши се шта се десило између њих матурске вечери одлучује да уради ДНК тест како би утврдила да ли је Арсеније Николин син. Испоставља се да јесте. То је главни заплет серије: Никола се сналази у родитељству, Павле понижава његово упадање, Арсеније покушава да буде у добрим односима са обојицом, док Марина почиње романсу са Николом. Павле вара Марину са Татјаном Миленковић, главном негативком.
Николину породицу чине отац Илија, мајка Дана и млађа сестра Тара. Илија има продавницу тканине, Дана је вечито незадовољна својим животом, док Тара, која ради у RB Group, нема среће у љубави. Николини нераздвојни пријатељи још од средње школе су Кристина Бајчетић и Слободан Кокот. Кристина има радио станицу и пушта стару поп-рок музику. Слоба је забушант који живи са очухом Данилом. Никола, Кристина и Слоба живе животе као да се у тих 20 година није ништа променило - и даље поштујући заклетву коју су положили матурске вечери да никада неће имати сталан посао, озбиљну везу и породицу.
Маринина најбоља пријатељица, такође од средње школе је психијатарка Вања Бакић, која жели дете. Небојша Дакић је још један ученик ове генерације, Павлов најбољи пријатељ. Ради у RB Group. Открива да је геј на окупу генерације, што даје Павлу разлога да га одбаци и да га исмева, али и разочара Вању која је заљубљена у њега.
Прича добија нове димензије када Маринин отац Раде Божић одлучује да се ожени новом директорком продаје у фирми, младом и згодном Татјаном, која крије тајне из своје прошлости. Она је заправо такође ишла са поменутима у средњу школу. Дебела у средњој школи, променила је лице пластичном хирургијом, пуно је изгубила на тежини и променила име Анастасија Бенчић у Татјана Миленковић. Ту је ради освете Небојши и Павлу који су је исмевали, али и Марини, јер је била љубоморна на њу, због тога што је Анастасија била опсесивно заљубљена у Павла. Планира да отме заљубљеном Радету фирму, уз помоћ Павла којем постаје љубавница.
Арсеније је средњошколац, непопуларан у школи. Заљубљен је у Софију, најпознатију девојку у школи, међутим она излази за Зораном "Кизом", школским силеџијом. Ипак Софија оставља Кизу и креће да се забавља са Арсом, док Киза покушава све како би их раздвојио.

## Завршетак прве сезоне
Након 171 успешне епизоде, 15. јуна 2018. завршена је прва сезона теленовеле Истине и лажи. Пре самог финала, емитовано је посебно издање емисије Ексклузив посвећено серији, од 20 до 20.40 часова. Последња епизода трајала је двадесетак минута дуже, почела је у 20.40 а завршила се у 22 часова (све остале епизоде су трајале од 21 до 22). У епизоди је специјално гостовање имао певач Сергеј Ћетковић, иначе композитор музике у серији и извођач уводне шпице. Након епизоде, емитована је емисија Вече са Иваном Ивановићем где су гостовали глумци серије — Стефан Бузуровић, Владимир Ковачевић, Феђа Стојановић, Ања Мит и Душан Каличанин.
Снимање друге сезоне почело је 7. августа 2018. године, а емитовање 17. септембра исте године.

## Завршетак треће сезоне
Дана 21. јуна 2019. завршена је трећа сезона серије Истине и лажи целовечерњим програмом посвећеном последњим двема епизодама серије. Пре самог финала, емитована је специјална емисија Истине без лажи коју су водили Данијела Бузуровић и Милош Урошевић, а гости су били Стефан Бузуровић, Зоран Пајић, Јелена Гавриловић, Ања Мит, Душан Каличанин, Никола Ранђеловић, Срна Ланго, Данијел Корша, Ђорђе Крећа, Бојан Кривокапић, Миљан Прљета и Кристина Пајкић. Глумци су са водитељима поделили утиске са снимања серије и открили како су поднели завршетак снимања. Емисија је емитована од 20 до 21 час, а од 21 до 23 часова приказане су последње две епизоде серије. Две епизоде су приказане заједно, као једна дужа. Након тога, у 23 наставила се емисија Истине без лажи и трајала је све до поноћи. Бојана Ординачев и Софија Рајовић су се у емисију укључиле преко видео везе, а Светислав Гонцић и Софија Јуричан су се укључили у емисију тумачећи улоге Радета и Вање. У међувремену, Ђорђе и Данијел су напустили емисију, а у студио је дошао Жарко Степанов. Емисија је завршена песмом из серије коју је отпевао Сергеј Ћетковић, слично као у финалу прве сезоне.
У мају 2019. године Вечерње новости и неколико других таблоида су објавили да је серија завршена након 3 сезоне и 332 епизоде, те да ће је од септембра 2019. године заменити нова теленовела ТВ Прве, „Драге татице”, која је римејк још једне аргентинске теленовеле куће Телефе. На крају последње епизоде стајао је натпис „Крај сезоне”, а не „Крај серије”, што је евентуалну могућност снимања наставка серије оставило отвореном. У септембру 2019. године, Јана Милић Илић и Зоран Пајић су у емисији 150 минута званично потврдили да ће се снимање наставити 2020. године и да ће се четврта сезона емитовати од јесени исте године.
Због пандемије ковида 19, продужетка серије „Игра судбине”, али и ангажмана главних глумаца у серији „Југословенка”, почетак снимања нове сезоне је одложен.
Зоран Пајић и Бојана Ординачев су гостовали у емисији Шок Ток на Првој телевизији поводом успеха серије Истине и лажи и њеног великог рејтинга и у репризном термину на ТВ Б92. На питање да ли ће се серија наставити, одговорили су да је све отворено, да је публика заинтересована за наставак и да би они то волели, пре свега због атмосфере која је тада  владала на сету. Гостујући у истој емисији са водитељем Милошем Урошевићем, Стефан Бузуровић је изјавио да се тренутно не планира наставак серије, али да не може ништа више да каже пошто он није продуцент серије, већ само један од глумаца. Директорка Smart Media Production, Светлана Дрињаковић, саопштила је да су многи велики планови ове продукцијске куће, па и наставак ове серије, померени за период када буде могућ потпун повратак послу. Међутим, у разговору за портал Film&TV поводом снимања нове серије „Коло среће”, у јуну 2021, Светлана Дрињаковић је рекла да четврте сезоне неће бити, јер би после велике временске дистанце све изгубило смисао.

## Гледаност
Серија је за време емитовања била једна од најгледанијих у Србији. Просечна гледаност прве сезоне била је око 22% удела у гледаности. Током марта 2018, серија је била гледанија и од утакмица Лиге шампиона. Серију је тада пратило 1 200.000 гледалаца, док је око 108.000 мање било уз утакмицу Тотенхем — Јувентус. Највећа гледаност серије током прве сезоне забележена је 29. маја 2018. и бележила је 30,4% удела у гледаности.

## Улоге
| Глумац                       | Улога                                         |
| ---------------------------- | --------------------------------------------- |
| Светислав Буле Гонцић        | Радован „Раде” Божић                          |
| Љиљана Драгутиновић          | Даница „Дана” Исидоровић                      |
| Феђа Стојановић              | Илија Исидоровић                              |
| Јана Милић Илић              | Марина Божић                                  |
| Зоран Пајић                  | Никола Исидоровић                             |
| Стефан Бузуровић             | Павле Филиповић                               |
| Владимир Ковачевић           | Арсеније „Арса” Филиповић                     |
| Јелена Гавриловић            | Татјана „Тања” Миленковић / Анастасија Бенчић |
| Ивана Дудић                  | Уна Радовић                                   |
| Душан Каличанин              | Јован „Јоца” Хаџиславковић                    |
| Борка Томовић Софија Јуричан | Вања Бакић                                    |
| Бојана Ординачев             | Кристина „Крис” Бајчетић                      |
| Жарко Степанов               | Слободан „Слоба” Кокот                        |
| Ања Мит                      | Тара Исидоровић                               |
| Софија Рајовић               | Светлана „Цеца” Радојковић                    |
| Бојан Кривокапић             | Стефан Филиповић                              |
| Владан Дујовић               | Данило                                        |
| Марина Ћосић                 | Софија                                        |
| Никола Ранђеловић            | Лука Борђошки                                 |
| Стефан Радоњић               | Џери                                          |
| Ђорђе Крећа                  | Иван „Васке” Васковић                         |
| Бранко Јеринић               | Андрија Исидоровић                            |
| Александар Срећковић         | Марко Гвозденовић                             |
| Миљан Прљета                 | Дејан „Деки” Машић                            |
| Кристина Јовановић           | Јелисавета „Бети” Минић                       |
| Јелисавета Кораксић          | Дубравка „Дуда” Милорадовић                   |
| Срна Ланго                   | Ружица Борђошки                               |
| Ненад Ћирић                  | Данко Борђошки                                |
| Јелена Ђукић                 | Дарија Кораћ                                  |
| Милан Калинић                | Петар Стојановић                              |
| Сандра Силађев               | Олга Поповски                                 |
| Марко Гверо                  | Драгомир „Цане” Кркљуш                        |
| Милан Зарић                  | Зоран „Киза”                                  |
| Мирка Васиљевић              | Драгана Хаџић                                 |
| Мина Лазаревић               | Гордана „Гога”                                |
| Данијела Банић               | Јована/Ивана                                  |
| Марјан Апостоловић           | Новица                                        |
| Милан Босиљчић               | Благота Баћа                                  |
| Љубомир Ристић               | Вукота Баћа                                   |
| Бранислав Томашевић          | Захарије                                      |
| Исидора Грађанин             | Нађа                                          |
| Драгана Мићаловић            | Викторија „Вики” Ђокић                        |
| Митра Младеновић             | Ана Стаматовић                                |
| Нада Блам                    | Марта Кандић                                  |
| Никола Станковић             | Васа Марковић                                 |
| Теодор Винчић                | Буки                                          |
| Павле Пекић                  | Филип Стаматовић                              |
| Лена Богдановић              | Зора Стаматовић                               |
| Ивана Поповић                | Сандра Маљевић                                |
| Иван Томић                   | Јанко Стевић                                  |
| Горан Радаковић              | зеленаш Сакић                                 |
| Милош Тимотијевић            | Таса                                          |
| Јелица Сретеновић            | Владанка                                      |
| Иван Ђорђевић                | Жика Харамбашић                               |
| Данијел Ковачевић            | Тигар                                         |
| Бранислав Зеремски           | Крста                                         |
| Александар Лазић             | Дејан Кокић                                   |
| Слободан Стефановић          | Вањин пацијент                                |
| Небојша Кундачина            | Миливоје Дакић                                |
| Јован Бастић                 | Миле Гајић                                    |
| Ђорђе Божовић                | Кизин друг                                    |
| Катарина Живановић           | Ирена                                         |
| Александар Дунић             | доктор Раденковић                             |
| Јасмина Стојиљковић          | полицајка                                     |
| Ненад Ненадовић              | професор                                      |
| Владан Савић                 | др Бркљач                                     |
| Даниела Кузмановић Павловић  | професорка/директорка                         |
| Жарко Зечевић                | Пантелић                                      |
| Миленко Вујић                | агент за некретнине                           |
| Марија Јовановић             | Славица Јанковић „Карамелица”                 |
| Марина Иванчевић             | инструкторка јоге                             |
| Лазар Јефтић                 | Лав Филиповић                                 |
| Дарко Бјековић               | власник ресторана                             |
| Нада Перишић                 | Ирена                                         |
| Ирена Живковић               | Нина                                          |
| Никола Кнежевић              | златар                                        |
| Владимир Каран Милан Тошић   | Милош Поповић „Каспер”                        |
| Јелена Мит                   | тета Сана                                     |
| Момчило Радосављевић         | Дарко                                         |
| Лана Цветковић               | Наташа                                        |
| Иван Симеуновић              | виолиниста                                    |
| Даница Тодоровић             | директорка вртића                             |
| Слободан Тешић               | полицајац                                     |
| Викторио Поповић             | полицајац                                     |
| Биљана Малетић Заверла       | продуценткиња емисије Питологија              |
| Тара Андријашевић            | Милица Васковић                               |
| Невена Мишковић              | службеница у општини                          |
| Кристина Пајкић              | Сара Гвозденовић                              |
| Милош Ђуричић                | Борис Стојановић                              |
| Марија Церанић               | библиотекарка                                 |
| Димитрије Илић               | власник азила                                 |
| Александар Гајин             | Велимир Павловић                              |
| Никола Крнета                | директор маркетинга у Хепитејлу               |
| Миљана Кравић                | директорка продаје у Хепитејлу                |
| Миљан Давидовић              | адвокат Ђорђевић                              |
| Душан Ашковић                | адвокат Вулић                                 |
| Бојан Лазаров                | детектив Стокић                               |
| Весна Станковић              | Јагода                                        |
| Тамара Радовановић           | Ања                                           |
| Никола Малбаша               | Матија                                        |
| Ђорђе Драгићевић             | техничар Зоран                                |
| Маја Колунџија Зорое         | докторка Агбаба                               |
| Јана Михаиловић              | медицинска сестра                             |
| Милан Милосављевић           | комшија Жуле                                  |
| Татјана Димитријевић         | комшиница Зорица                              |

### Специјални гости
- Слађана Делибашић (сезона 1)
- Ђорђе Ђогани (сезона 1)
- Баки Б3 (сезона 1)
- Сергеј Ћетковић (сезона 1)

## Занимљивости
- Прву реченицу изговара Бојана Ординачев (Кристина), а последњу у првој сезони Душан Каличанин (Јован). Прву реченицу у другој сезони изговара Јана Милић Илић (Марина), а последњу Софија Рајовић (Цеца). Прву реченицу у трећој сезони изговара Феђа Стојановић (Илија), a последњу Владимир Ковачевић (Арсеније).
- Прва сезона серије је снимана од лета 2017. до краја априла 2018. године, друга од 7. августа до новембра 2018, а трећа од јануара до 2. априла 2019. године.
- Комичарка и глумица Сандра Силађев је сама писала сценарио за свој лик Олге.
- У почетку је серија емитована само од понедељка до четвртка, али је убрзо кренула да се емитује свим радним данима због велике популарности.
- Репризе прве сезоне серије трајале су од 25. јуна до 16. септембра 2018. године. Завршиле су се дан пре почетка друге сезоне.
- Након прве сезоне, Борка Томовић, која је тумачила лик Вање, напустила је серију због трудноће. Од друге сезоне заменила ју је Софија Јуричан.
- Дана 17. септембра 2018. је на телевизији Прва, пре прве епизоде друге сезоне, емитовано специјално издање квиза 100 људи 100 ћуди, у ком су се такмичиле породице Божић (Раде, Марина, Павле, Арсеније) и Исидоровић (Илија, Никола, Тара и Жика), а победили су Исидоровићи.
- На Фестивалу домаћих играних серија (ФЕДИС) одржаном 9. и 10. октобра 2018. године Јана Милић Илић (Марина) и Зоран Пајић (Никола) су добили награду за глумачки пар године.
- На Гугловој листи најпретраживанијих серија у Србији за 2018. годину, серија Истине и лажи је на другом месту, иза серије Убице мог оца, а на Гугловој листи најпретраживанијих појмова у Србији за 2018. серија је на шестом месту.

## КвизИстина или лаж
Прва српска телевизија је од 23. јула до 14. септембра 2018. године организовала квиз Истина или лаж. Победници квиза имали су прилику да се нађе на сету серије.
Прво, елиминационо питање се постављало у епизодама од недеље до среде у једној од репризних епизода које су биле на програму од 20:45, а требало је да учесници на њега одговоре са "истина" или "лаж". Одговор је требало да пошаљу у приватној поруци на Фејсбук, Инстаграм или Твитер профил Прве телевизије. Од понедељка до четвртка у емисијама Јутро са Наташом и 150 минута водитељи су отварали линије за јављање и у том тренутку сви који су тачно одговорили на елиминационо питање дан раније, могли су да се јаве у програм. Водитељи емисија су им тада постављали додатно питање, а ко је био најбржи и одговорио тачно, био је дневни победник емисије и улазио је у недељно финале.
Недељно финале се одржавало петком, такође у емисијама Јутро са Наташом и 150 минута, а учесници недељног финала су сви дневни победници. Неко од осам дневних финалиста имао је прилику да уживо током емисије Јутро са Наташом одговори на недељно питање и тако постане први недељни финалиста. Преостали дневни финалисти, који нису успели да се јаве у Јутро са Наташом, имали су још једну прилику да тачно одговоре на ново питање у току емисије 150 минута. То значи да су сваке недеље постојала два победника која су касније улазила у велико финале.
Квиз је трајао до 14. септембра 2018. када су сви недељни финалисти ушли у велико финале и добили шансу да се придруже глумцима серије у некој од нових епизода, као статиста. Наиме, сви недељни победници су, по завршетку квиза Истина или лаж, добили специјални глумачки задатак да имитирају лика из серије, који је уживо оцењивао жири састављен од глумаца серије. Победници аудиције били су статисти у некој од епизода друге сезоне серије.
Победнице квиза су Дијана Драгосављевић и Софија Лалевић. Жири састављен од глумаца серије чинили су Ања Мит (Тара), Бојана Ординачев (Кристина) и Жарко Степанов (Слободан).

## Међународно приказивање
| Држава              | Телевизија           | Приказивање (сезона 1)               | Приказивање (сезона 2)                  | Приказивање (сезона 3)           |
| ------------------- | -------------------- | ------------------------------------ | --------------------------------------- | -------------------------------- |
| Србија              | Прва                 | 25. септембар 2017 — 15. јун 2018.   | 17. септембар 2018 — 31. децембар 2018. | 25. фебруар 2019 — 21. јун 2019. |
| Црна Гора           | Прва ЦГ              | 25. септембар 2017 — 27. јун 2018.   | 18. септембар 2018 — 31. децембар 2018. | 26. фебруар 2019 — 21. јун 2019. |
| Босна и Херцеговина | Федерална телевизија | 15. јануар 2018 — 10. октобар 2018.  | 11. октобар 2018 — 7. фебруар 2019.     | 25. фебруар 2019 — 26. јун 2019. |
| Босна и Херцеговина | РТРС                 | 15. јануар 2018 — 4. октобар 2018.   | 9. октобар 2018 — 1. фебруар 2019.      | 26. фебруар 2019 — 28. јун 2019. |
| Хрватска            | [ 27 ] [ 28 ]        | 15. октобар 2018 — 11. фебруар 2019. | 11. фебруар 2019 — 4. април 2019.       | /                                |
| Северна Македонија  | Алфа                 | 5. октобар 2020 —                    |                                         |                                  |